# Ternopilszczyna. Istorija mist i sił
Ternopilszczyna. Istorija mist i sił (ukr. Тернопільщина. Історія міст і сіл); (pol. Tarnopolszczyzna. Historia miast i wsi) – regionalna encyklopedia w języku ukraińskim, zawierająca informacje przede wszystkim o historii, mniej o geografii, kulturze, gospodarce, strukturze administracyjnej miasta Tarnopola, miast, osiedl typu miejskiego i wsi obwodu tarnopolskiego.

## Tomy
Składa się z trzech części:
- tom pierwszy – informacja o obwodzie tarnopolskim, mieście Tarnopolu, rejonach brzeżańskim, borszczowskim, buczackim
- tom drugi – informacja o rejonach husiatyńskim, zaleszczyckim, zbaraskim, zborowskim, kozowskim, krzemienieckim, łanowieckim
- tom trzeci – informacja o rejonach monasterzyskim, podwołoczyskim, podhajeckim, trembowelskim, tarnopolskim, czortkowskim, szumskim

## Grupa redakcyjna i wydawnicza
- Ołeh Syrotiuk
- Wasyl Chomineć
- Łeonid Byciura
- Bohdan Melnyczuk
- Wiktor Unijat
- Wołodymyr Szczawinśkyj